# Coenosia flavigenualis
Coenosia flavigenualis este o specie de muște din genul Coenosia, familia Muscidae, descrisă de Willi Hennig în anul 1952. Conform Catalogue of Life specia Coenosia flavigenualis nu are subspecii cunoscute.